# Gianfranco Lazzaro
Gianfranco Lazzaro (Baveno, 18 agosto 1930 – Stresa, 5 febbraio 2018) è stato uno scrittore, poeta e giornalista italiano.

## Biografia
Dopo aver lavorato come operaio divenne giornalista, iniziando nel 1956 a scrivere per La Gazzetta del Popolo. Ha poi collaborato con la RAI; nel 1967 ha creato la rivista La Provincia Azzurra. Ha vinto il Premio Gastaldi di poesia nel 1955 per Prati d'Arniche, nonché il Premio Stresa di Narrativa 1976 per Il cielo colore delle colline.

## Opere

### Narrativa
- I giorni difficili, Milano, Baldini & Castoldi, 1969
- Il cielo colore delle colline, Stresa, La Provincia Azzurra, 1976
- Racconti d'infanzia, Stresa, La Provincia Azzurra, 1979
- La collina dei ramarri lucenti, Locarno, Pedrazzini, 1981
- Berto, Padova, Rebellato, 1982
- La castrazione e altri racconti, Forlì, Forum, 1983
- Il lago delle folaghe, Stresa, La Provincia Azzurra, 1983
- Le ceneri della ragione, Stresa, La Provincia Azzurra, 1984
- Racconti piemontesi, Stresa, La Provincia Azzurra, 1988
- La terra irripetibile, Stresa, La Provincia Azzurra, 1990
- La parola come potere e come menzogna, Stresa, La Provincia Azzurra, 1971
- Cento aforismi per uccidere il pipistrello, Stresa, La Provincia Azzurra, 1993
- Il processo, Stresa, La Provincia Azzurra, 1993

### Poesia
- I canti del Verbano, Milano, Gastaldi, 1953
- Prati d'Arniche, Milano, Gastaldi, 1955
- La cerva d'oro, Milano, Ceschina, 1973
- Il cuculo d'oro, Stresa, La Provincia Azzurra, 1980
- Aforismi, Stresa, Bologna, Seledizioni, 1993
- Poesie d'amore, Stresa, La Provincia Azzurra, 1997
- Ballate, Stresa, La Provincia Azzurra, 2001
- Dieci poesie d'amore e due ballate, Stresa, La Provincia Azzurra, 2008